# 帕特罗克尔湾
帕特罗克尔湾（俄语：Бухта Патрокл）是彼得大帝湾的海湾，属滨海边疆区符拉迪沃斯托克城区，处伊罗多夫角和巴萨尔金半岛间。岸边坐落着巴萨尔金街的列奥帕德沿岸步行街，巴萨尔金街和索琴斯卡亚街沿湾岸行走。1862年，以瓦西里·马特韦耶维奇·巴布金所率帕特罗克洛斯号双桅帆船命名。